# アーロン・コーエン

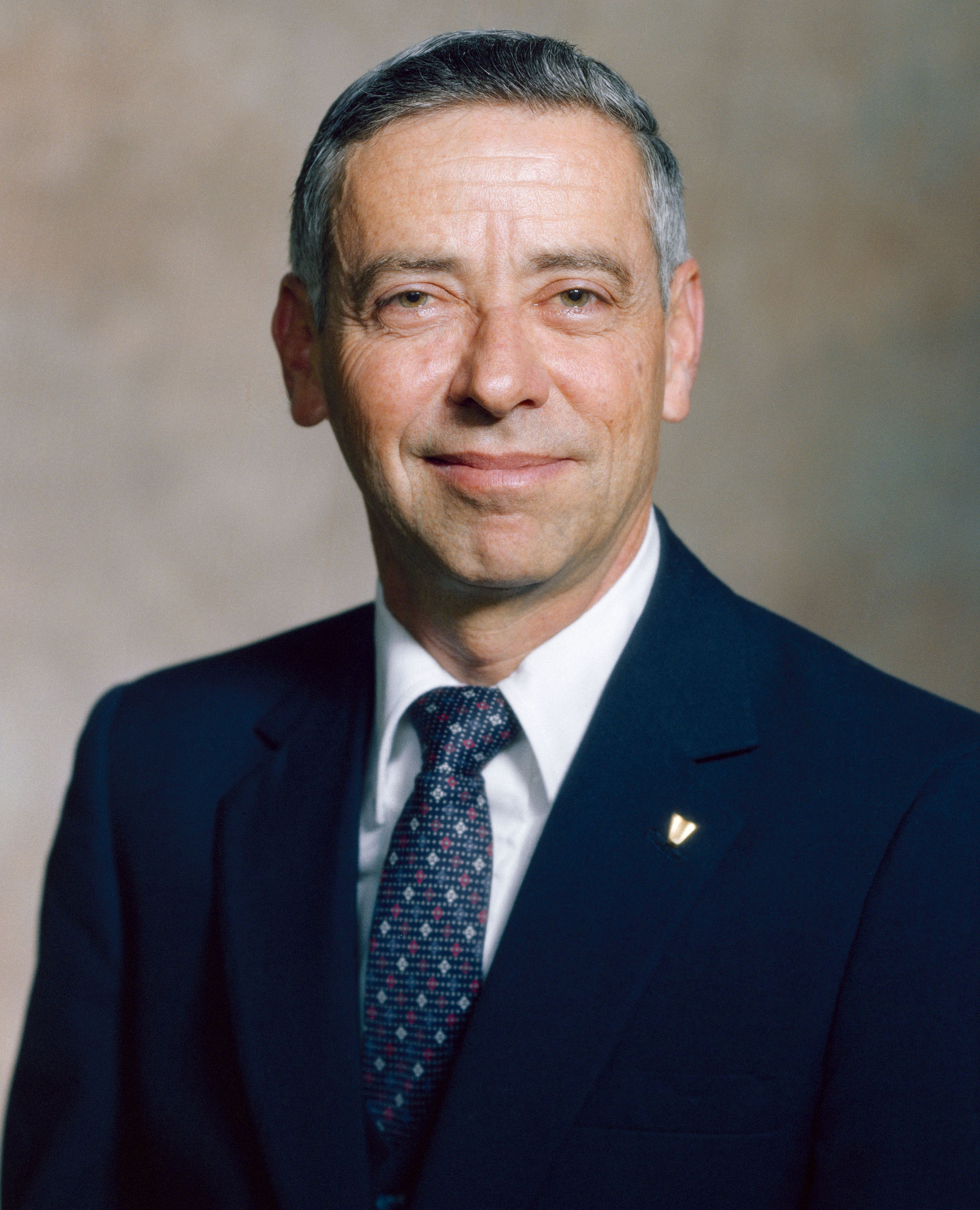
アーロン・コーエン

アーロン・コーエン(Aaron Cohen、1931年1月5日-2010年2月25日)は、アメリカ航空宇宙局(NASA)の職員である。1972年以降、スペースシャトル計画のマネージャーを務め、1992年2月19日から同年11月1日までの間、NASA副長官代理を務めた。

## 教育
コーエンは、テキサス州サンアントニオのトマス・ジェファーソン高校を卒業した。1952年にテキサスA&M大学で学士号、1958年にスティーブンス工科大学から修士号、1982年に同大学から名誉博士号を授与された。

## キャリア
コーエンは1962年にNASAに入局し、アポロ計画の飛行と月着陸の成功のために不可欠なリーダーシップを果たした。1969年から1972年までは、アポロ司令・機械船のマネージャーを務めた。1972年から1982年には、スペースシャトルオービタプロジェクトのマネージャーとして、スペースシャトルの設計、開発、製造、試験飛行を監督した。ジョンソン宇宙センターの技術ディレクターを数年間務めた後、1986年に同センターのセンター長に指名され、1993年まで務めた。1984年には、アメリカ機械学会からASMEメダルを授与された。
NASA退職後には、母校のテキサスA&M大学で機械工学設計を教えた。2000年には名誉教授となり、2010年には名誉文学博士号を授与された。